# Casimiroa pringlei
Casimiroa pringlei är en vinruteväxtart som först beskrevs av S. Wats., och fick sitt nu gällande namn av Adolf Engler. Casimiroa pringlei ingår i släktet Casimiroa och familjen vinruteväxter. Inga underarter finns listade i Catalogue of Life.